# Sleep Tonight
Pistes de Dirty Work
Had It with You
(9) Key to the Highway (piste cachée)
(11)
Sleep Tonight est une chanson du groupe de rock britannique The Rolling Stones parue sur l'album Dirty Work en 1986. Bien que signée Jagger/Richards, la chanson est écrite par Keith Richards seul qu'il interprète également, Mick Jagger, absent, n'y est pas impliqué.
C'est la seconde chanson de l'album après la reprise Too Rude chantée par le guitariste Keith Richards à la place du chanteur Mick Jagger, ce qui fait que c'est la première fois qu'un album du groupe comporte au moins deux chansons chantées par le guitariste, un fait qui se répétera par la suite sur les quatre albums suivants.

## Historique et enregistrement
Le guitariste Keith Richards a composé la chanson au piano dans la salle de contrôle du studio Pathé-Marconi à Boulogne-Billancourt, durant les sessions de l'album Dirty Work au printemps 1985. En l'absence de Mick Jagger, pris par la promotion de son album solo She's the Boss, du bassiste Bill Wyman, passant du temps avec l'adolescente Mandy Smith, et le batteur Charlie Watts, qui a d'importants problèmes de dépendances, seul le second guitariste Ronnie Wood est présent au studio à ce moment-là et celui-ci fait savoir à son compère qu'il apprécie la composition en cours de développement. Tous deux l'enregistrent ensemble durant ces sessions sans accompagnement, Keith se chargeant du chant, des guitares et du piano et Ronnie délaisse exceptionnellement les guitares pour la batterie, en l'absence de Charlie Watts. Ce dernier déclarera par la suite "qu'il n'aurait pas pu faire mieux". 
La chanson sera retravaillée par la suite durant l'été toujours à Boulogne-Billancourt pour des ajouts de la basse de Bill Wyman et les parties des chœurs. L'un des choristes de la chanson est l'artiste Tom Waits, dont Keith Richards a enregistré pour lui des parties de guitares pour son album Rain Dogs.
Les sessions de l'album a permis au guitariste Keith Richards d'améliorer son chant : en effet, en l'absence de Mick Jagger pendant une grande partie de l'enregistrement de l'album, Keith a enregistré son chant sur de nombreuses chansons de l'album comme guide vocal et a appris de nouvelles techniques du micro,. Sa voix robuste mais enfumée sur Sleep Tonight préfigure son chant fort et émouvant sur ses albums solos et sur ses prochaines chansons au sein du groupe.

## Personnel
- Keith Richards: chant, guitares, piano, chœurs, production
- Ron Wood: batterie
- Bill Wyman: basse
- Tom Waits, Janice Pendarvis et Dollette McDonald: chœurs